# Tea Izraelis
Tea Izraelis – polska aktorka żydowskiego pochodzenia, grająca w przedwojennych żydowskich filmach i sztukach teatralnych w języku jidysz.

## Filmografia
- 1913: Bigamistka
- 1913: Kara Boża